# La tela del ragno (film 1960)
La tela del ragno (The Spider's Web) è un film del 1960 diretto da Godfrey Grayson. È basato sulla pièce teatrale La tela del ragno di Agatha Christie.

## Trama
Trama: Clarissa Hailsham-Brown vive con il marito Henry, diplomatico britannico, e la figlia di primo letto di lui, Pippa, in una grande casa di campagna nel Kent, recentemente affittata e ancora arredata con i mobili del precedente proprietario, il defunto antiquario Mr. Sellon. La casa è piena di misteri: c’è un vecchio scrittoio con un compartimento segreto e passaggi nascosti che collegano le stanze principali. In giardino abita la burbera giardiniera Mildred Peake, rimasta al servizio della villa. Durante un pomeriggio apparentemente tranquillo, Clarissa riceve una visita inattesa da parte di Oliver Costello, il nuovo marito dell’ex moglie di Henry. L’uomo pretende che Pippa torni dalla madre ma Clarissa sospetta un ricatto e lo allontana bruscamente. Poco dopo, mentre la casa si prepara ad accogliere un importante ospite diplomatico, Costello torna di nascosto e inizia a rovistare nello scrittoio. Ignaro, viene ucciso da qualcuno che sbuca da una delle porte segrete. Clarissa scopre il cadavere e  Pippa, sconvolta, afferma che la colpa è sua ma che non aveva intenzione di ucciderlo. Clarissa, terrorizzata dalle conseguenze per il ricevimento imminente, coinvolge i tre ospiti di casa — Sir Rowland Delahaye, Hugo Birch e Jeremy Warrender — per nascondere il corpo poi, inscena una lunga partita a bridge per fornirsi di un alibi. Tuttavia, l’arrivo dell’ispettore Lord, avvertito da una telefonata anonima, complica la situazione. Miss Peake, all'oscuro dell'omicidio, però rivela l’esistenza dei passaggi segreti, portando alla scoperta del cadavere da parte dell'ispettore.
Mentre l’indagine prosegue, emergono legami tra Costello, il passato dell’antiquario Sellon, anch'egli assassinato, e un francobollo del valore di 25.000 sterline, forse nascosto nella casa. Gli interrogatori si intensificano e Clarissa, per proteggere Pippa, arriva a dichiararsi colpevole. Ma nulla è come sembra: un gioco di identità, interessi nascosti e antichi segreti si intrecciano fino alla rivelazione finale: il colpevole è il sospettato meno ovvio.